# Heukelum
Heukelum (51° 52′ N, 5° 04′ L) é uma cidade dos Países Baixos, na província de Guéldria. Heukelum pertence ao município de Lingewaal, e está situada a 8 km, a nordeste de Gorinchem. Recebeu direitas da cidade no ano 1391.
Em 2001, a cidade de Heukelum tinha 1967 habitantes. A área urbana da cidade é de 0.37 km², e tem 744 residências. 
A área de Heukelum, que também inclui as partes periféricas da cidade, bem como a zona rural circundante, tem uma população estimada em 2210 habitantes.